# Ceraspis ventralis
Ceraspis ventralis är en skalbaggsart som beskrevs av Frey 1962. Ceraspis ventralis ingår i släktet Ceraspis och familjen Melolonthidae. Inga underarter finns listade i Catalogue of Life.